# Petropavlovsk PLC
Petropavlovsk PLC (russisch Петропавловск) ist ein ausschließlich in Russland tätiges Goldbergbauunternehmen, das jedoch in London beheimatet ist. Petropavlovsk ist an der London Stock Exchange gelistet.

## Geschichte
Peter Hambro Mining wurde 1994 als Britisch-Russisches Unternehmen von Peter Hambro und Pavel Maslovskiy zum Zwecke der Goldgewinnung in der russischen Amur-Region gegründet. Man erhielt die Lizenz zur Erschließung der Golderzlagerstätte Pokrovskiy, die sich im westlichen Teil der Amur-Region, ca. 10 km entfernt von der nächsten Station der Transsibirischen Eisenbahn befindet. Die Goldmine nahm 1999 die Produktion auf und hat bis zum Jahre 2015 ca. 2 Mio. oz Gold erbracht.
Im Jahr 2001 wurde die Abbaulizenz der Pioneer Lagerstätte, ebenfalls in der Amur-Region, ca. 30 km von Pokrovskiy entfernt, erworben. Zur Finanzierung des Abbaus wurde Peter Hambro Mining an den Alternativen Investment Markt gebracht.
Die Pioneer Mine nahm im Jahre 2008 die Produktion auf. Sie ist mit einer jährlichen Goldproduktion von über 300.000 oz die größte Goldmine der Amur-Region. Im Jahr darauf wurde Aricom übernommen, die Aktien der Firma wurden an der Londoner Börse gelistet und der Name schließlich im September 2009 in Petropavlovsk plc geändert.
Im Jahre 2003 und in 2005 wurden dann, ebenfalls in der Amur-Region, die Goldlagerstätten Malomir und Albyn erworben, die dann in den Jahren 2010 und 2011 die Produktion aufnahmen.
Im Juli 2022 wurde bekannt, dass das Unternehmen die Stellung eines Insolvenzantrags beabsichtigt. Grund hierfür soll die vorzeitige Rückforderung eines Darlehens in Höhe von 201 Millionen US-Dollar durch die Gazprombank sein.

## Minen
Das Unternehmen besaß im Jahre 2014 4 Bergwerke, die alle im Tagebau betrieben wurden. Alle Minen liegen in der Amur-Region im südöstlichen Teil Russlands, ca. 10.000 km von Moskau entfernt.
Albyn

Die Albyn-Lagerstätte wurde 2005 erworben. Die Produktionsaufnahme fand im Jahre 2011 statt.
Malomir

Malomir wurde als „greenfield“-Explorationsgebiet im Jahre 2003 gekauft, die Produktion konnte 2010 aufgenommen werden.
Pioneer

Pioneer ist die größte Goldmine im Fernen Osten. Sie wurde 2001 erworben und nahm die Produktion sieben Jahre später in 2008 auf.
Pokrovskiy

Pokrovskiy war die erste Mine des Unternehmens. Man erhielt die Förderrechte im Jahre 1994 und konnte 5 Jahre später mit der Produktion beginnen. Bis zum Jahr 2014 wurden aus der Mine mehr als 1,7 Mio. oz. Gold gewonnen.

## Produktion
Das Unternehmen ist ausschließlich in Russland tätig. Neben den oben genannten 4 Bergwerken wird auch noch eine geringe Menge Gold aus Flüssen (alluvial) gewonnen.
| NAME       | Land | ANTEIL | PRODUKTION 2014 in oz | RESERVEN (P+P) in 000 oz | Total Cash Cost in US-$ |
| ---------- | ---- | ------ | --------------------- | ------------------------ | ----------------------- |
| Albyn      | RUS  | 100 %  | 186.000               | 1.400                    | 830 $                   |
| Malomir    | RUS  | 100 %  | 82.00                 | 3.100                    | 1.031 $                 |
| Pioneer    | RUS  | 100 %  | 263.000               | 2.910                    | 818 $                   |
| Pokrovskiy | RUS  | 100 %  | 64.200                | 400                      | 885 $                   |
| Alluvial   | RUS  | 100 %  | 29.100                | 210                      | 982 $                   |
| Gesamt     |      |        | 625.000               | 9.200                    | 889 $                   |

Quelle: Petropavlovsk Jahresbericht 2014